# Corrent del Golf
El corrent del Golf és un corrent oceànic que duu aigua càlida des del Carib fins a les costes d'Europa Occidental travessant l'Atlàntic Nord. El nom prové del Golf de Mèxic, l'àrea aproximada on el corrent s'origina.
A l'alçada de les coordenades 40° Nord i 30° Oest aquest corrent es divideix en dos, la part nord recorre les costes del nord d'Europa i la part sud discorre per les de l'oest d'Àfrica.

## Història
El descobriment europeu del corrent del Golf data de l'any 1513 per l'expedició militar de Juan Ponce de León, des d'aleshores es va usar aquest corrent per impulsar els vaixells de vela des del Carib a Espanya. L'existència del corrent també era coneguda per Pere Màrtir d'Angleria, i de Sir Humphrey Gilbert.
El 21 abril de 1513 el vent bufava a favor, però una força desconeguda impedia l'avanç de les naus de Ponce de León enfront de les costes de Florida. S'acabava de descobrir el corrent del Golf, un corrent oceànic que ha marcat des de llavors la navegació entre Amèrica i Europa. Dels tres pilots de l'expedició cal destacar el paper d'Antón Alaminos, considerat com a codescobridor del corrent juntament amb Ponce de León. Ell va ser el primer que va saber aprofitar els seus avantatges per a la navegació.
S'inaugurava així la ruta oceànica que durant segles han utilitzat els galions i altres grans vaixells que enllaçaven Amèrica amb Europa. El trajecte del corrent s'inicia al Carib i flueix cap al nord davant dels keys i la zona occidental de Florida. Després puja per la costa est dels Estats Units d'Amèrica fins al cap Hatteras, a Carolina del Nord, on gira cap al nord-est i s'endinsa a l'Atlàntic. Al final, les temperades aigües arriben a les costes occidentals d'Europa i temperen el seu clima.

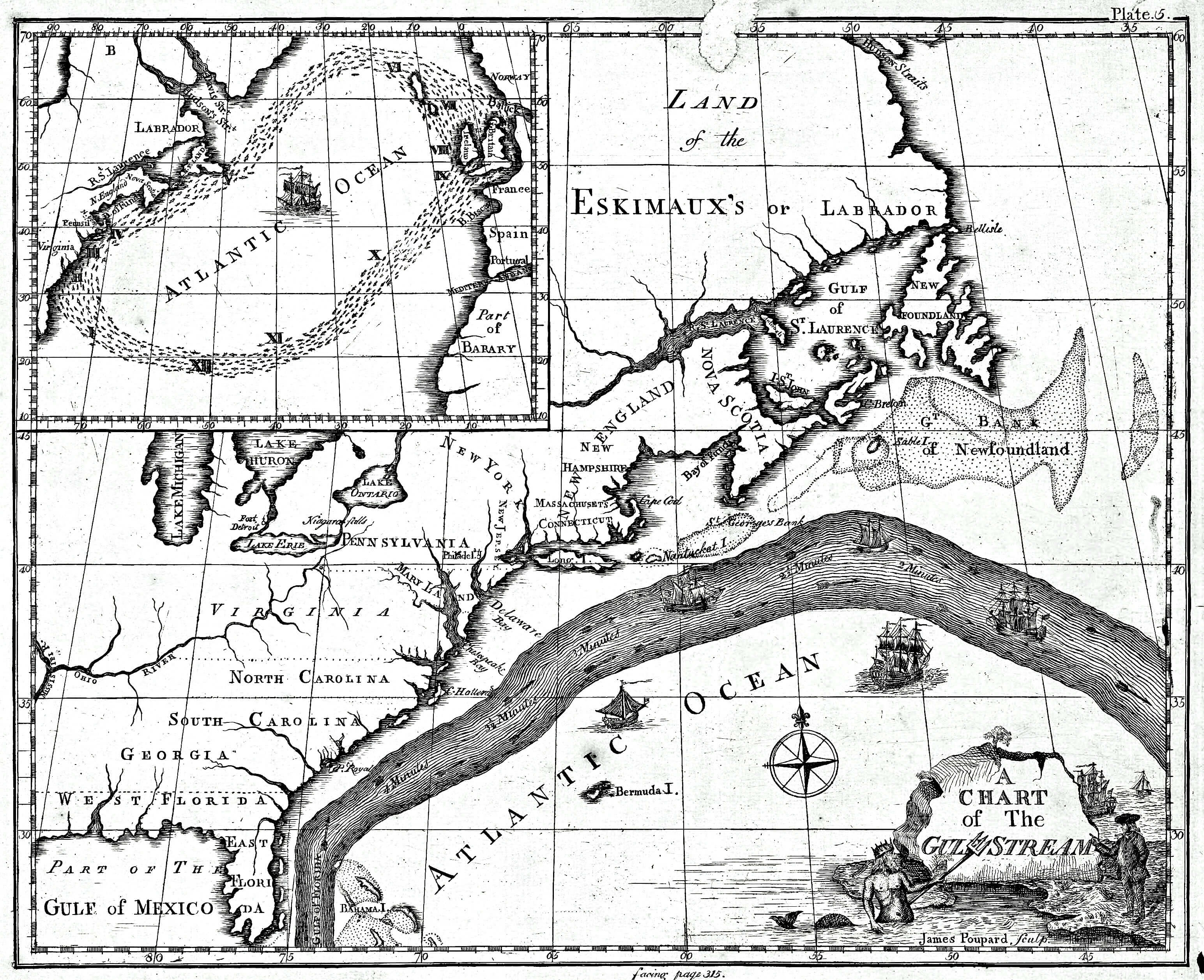
Mapa del corrent del Golf fet per Benjamin Franklin

Benjamin Franklin es va interessar pels seus patrons de circulació relacionat amb el trànsit comercial de vaixells, i va cartografiar i publicar el corrent l'any 1770 però el seu treball va ser pràcticament ignorat. El primer mapa que mostra aquest recorregut el va elaborar Benjamin Franklin entre 1769 i 1770, poc abans de la independència del seu país. El científic i polític nord-americà, aleshores diputat responsable del servei postal, va comptar amb l'ajut del capità balener Timothy Folger per a recopilar les dades dels vaixells transatlàntics que portaven el correu. S'havien rebut queixes que les cartes i paquets trigaven diverses setmanes més a arribar d'Europa a Amèrica que en el sentit contrari. L'explicació la van oferir Franklin i Folger amb la publicació a Londres de la primera cartografia sobre el corrent del Golf. Amb el pas del temps aquest mapa va caure en l'oblit. Durant gairebé 200 anys va romandre desaparegut fins a l'any 1980, quan l'oceanògraf Philip Richardson el va trobar a la Biblioteca Nacional de París. La troballa va ser publicada a la revista Science.
Durant el segle XX s'han realitzat avenços que han permès conèixer millor el corrent del Golf, així com els seus meandres i els anells o remolins que es desenganxen del flux principal. Una figura clau va ser Henry Stommel, que va descobrir com la variació latitudinal de l'efecte de Coriolis (originat per la rotació de la Terra) fa que els corrents oceànics s'intensifiquin cap a l'oest.
Stommel també va plantejar les dues forces que mouen el corrent del Golf: el vent (el mateix que porta les borrasques i anticiclons des de l'oest cap a casa nostra), i la circulació termohalina, que opera com una gegantina cinta transportadora sota la superfície del mar. Les càlides i salades aigües del tròpic circulen per la superfície cap al nord (amb aigües més fredes i dolces), on s'enfonsen i tornen pel fons per a tancar el cicle.

## Formació i comportament

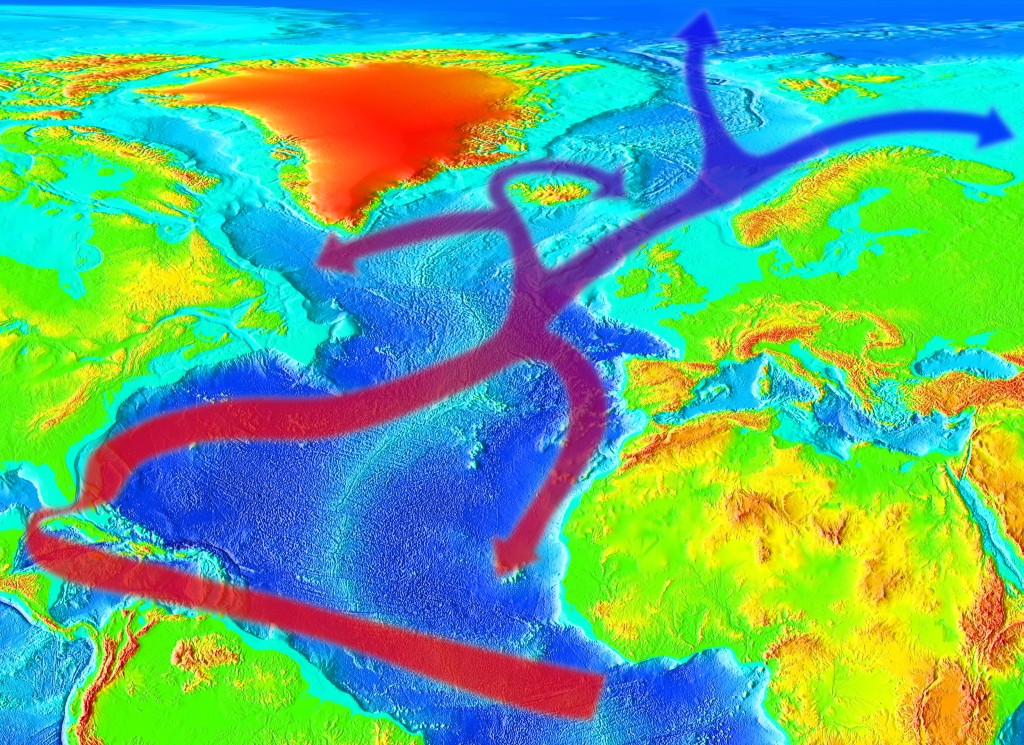
Evolució del Corrent del golf a l'oest d'Irlanda on continua com el Corrent Nord-Atlàntic

És un corrent intensificat cap a l'oest i conduït principalment per la força del vent.
Un riu d'aigua càlida (el Corrent Atlàntic Nord-Equatorial) flueix cap a l'oest des de la costa del Nord d'Àfrica. Quan aquest corrent interacciona amb la costa nord-est d'Amèrica del Sud, el corrent es divideix en dues branques. Una branca passa dins del Mar Carib i la segona branca, el Corrent de les Antilles, flueix al nord i l'est de les illes del Carib. Aquestes dues branques es tornen a reunir als Estrets de Florida (Straits of Florida), com es veu en el mapa.
Els alisis bufen cap a l'est en els tròpics, i els vents de l'oest bufen cap a l'est en les latituds mitjanes. Aquest patró de vent estressen físicament l'oceà subtropical. I el transport Sverdrup resultant va cap a l'equador El corrent de Labrador augmenta l'efecte de fricció. Aquest procés en conjunt es coneix com a intensificació a l'oest i fa que el límit oest sigui més fort que el límit est
Com a conseqüència el corrent del Golf és un corrent fort que transporta uns 30 milions de metres cúbics d'aigua per segon (30 sverdrups) al seu pas per l'estret de Florida. Quan passa pel sud de l'illa de Terranova el cabal s'incrementa a 150 milions de metres cúbics per segon. Per comparació, tots els rius que vessen a l'oceà Atlàntic transporten només 0,6 milions de metres cúbics per segon. Tanmateix, és un corrent més feble que el corrent Circumpolar Antàrtic.
El corrent del Golf fa típicament 100 km d'amplada i de 800 a 1.200 m de fondària. La velocitat d'aquest corrent és major a la superfície, amb el màxim típic de 2,5 metres per segon.
A l'Atlàntic nord el corrent del Golf, juntament amb la Nord-atlántica i la Noruega transporten aigua càlida des del Golf de Mèxic fins a l'oceà Àrtic. Al llarg de les seves trajectòries aquests corrents escalfen aquella part de l'atmosfera que les cobreix. A les zones de mar compreses entre Groenlàndia i el nord de Noruega, el corrent del Golf es refreda fortament i d'aquesta manera l'aigua es torna més densa i pesada. A Groenlàndia, el corrent se submergeix i cau a una profunditat de 2000 metres. L'aigua refredada es dirigeix cap al sud, formant el corrent de retorn d'un cinturó de convecció. El cicle complet mostra l'aigua càlida dirigint-se cap al nord (Groc) en la superfície oceànica, i l'aigua freda tornant a centenars o milers de metres de profunditat (blau).
El corrent del golf porta més cabal que la resta dels corrents del món. A la rodalia d'Irlanda té un cabal de 150 milions de m³/s, en arribar a Europa es divideix en corrents més petits que tenen cabals entre 10 i 20 milions de metres cúbics per segon. El cabal que el corrent del golf porta és molt gran, això és evident si es té en compte que el cabal que transporten tots els rius que desemboquen a l'Atlántic sumen amb prou feines 0.6*106 m³/s i l'Amazones que és el riu que més cabal té a la terra solament transporta 0.02*106 m³/s. El límit entre les aigües tèbies del corrent i les aigües fredes del nord s'anomena paret freda o paret nord, en aquesta zona es genera un gradient de temperatura a causa del contacte entre les aigües càlides i fredes.
Mesures indirectes del cabal del corrent del Golf suggereixen que està al punt més baix dels darrers 1000 anys, cosa que s'ha relacionat amb el canvi climàtic i, especialment, amb l'entrada d'aigua freda procedent de la fusió de les glaceres Groenlandeses i de l'augment de precipitació. Aquestes mesures concorden amb les prediccions dels models climàtics, que preveuen que l'afebliment del corrent continuarà.

## Influència en el clima
Hom creu que gràcies al corrent del Golf Europa gaudeix d'un clima molt més càlid del que a priori li tocaria per la latitud en què està situada, especialment a l'hivern, tot i que fins a quin punt el corrent del Golf és l'únic responsable que Europa occidental tingui un clima, sobretot hivernal, més càlid que l'Est d'Amèrica del nord és motiu de debat científic. Així, les costes de les Illes Britàniques, Escandinàvia o el Benelux es veuen no només alliberades del glaç sinó que tenen les gelades com un fenomen excepcional, essent-hi la forma normal de precipitació la pluja.
Per comparar-ho amb altres continents, Barcelona està a la mateixa latitud que Nova York, on la neu hi és un fenomen freqüent a l'hivern, amb una mitjana mensual de temperatura de només +0,5 al gener (Barcelona: +9).
Les ciutats del Quebec, a una latitud equivalent a la de París, coneix més de 4 mesos d'intensa gelada, amb una mitjana de –11,5 graus al gener. Una mica més amunt, al voltant dels 50 graus de latitud nord, la presència de ciutats és ja gairebé inexistent tant a Amèrica del Nord com a l'Extrem Orient, mentre que moltes de les capitals europees hi són localitzades sense patir gaire problemes per raons del clima (Londres, Brussel·les, Amsterdam, Berlín, Praga…).
Finalment, al voltant dels 60 graus, que correspon a la latitud de les capitals escandinaves, amb prou feines hi ha poblaments importants als altres continents.
Ni Islàndia ni les illes Fèroe, malgrat ser als confins del cercle polar àrtic, no coneixen un clima especialment fred a l'hivern, si bé l'estiu no hi és massa més càlid. El corrent del golf els proporciona climes humits, ventosos i amb poca oscil·lació tèrmica.
A l'hemisferi Sud, Buenos Aires i Montevideo, les capitals més meridionals d'Amèrica del Sud gaudeixen d'un règim tèrmic sensiblement semblant al de Barcelona tot i estar situades 7 graus de latitud més a prop de l'Equador: a 34 graus, que en el nostre cas correspondria ja a Àfrica. Anàlogament, Wellington, capital de Nova Zelanda, té una mitjana anual que no arriba a 13 graus, tot i estar situada a la mateixa latitud de Barcelona.
El Corrent del Golf és un corrent oceànic que desplaça una gran massa d'aigua càlida procedent del Golf de Mèxic cap a l'Atlàntic Nord. Al voltant dels 40° de latitud nord, el corrent es divideix: una part de l'aigua es dirigeix cap al sud en un corrent superficial conegut com a subtropical, mentre que la resta continua cap al nord, provocant vents càlids que augmenten les temperatures europees entre 5 °C i 10 °C contribuint a part de l'escalfament relatiu europeu respecte a Amèrica del Nord.
Aquest corrent, que proporciona el seu clima relativament benigne a Europa, ha començat (segons un estudi de la circulació oceànica en l'Atlàntic Nord) a desaccelerar-se el que provocaria un refredament progressiu de l'Europa atlàntica.
Per entendre la influència que el corrent del Golf té en el clima és important dir que la quantitat d'energia tèrmica transportada per un fluid en moviment és proporcional a la seva densitat i si es té en compte que l'aigua és 1000 vegades més densa que l'aire s'entén que aquesta transporta 1000 vegades més calor que el mateix volum d'aire. El Corrent del Golf transporta aigua càlida que a mesura que s'aproxima cap a latituds més altes (cap al nord) es trobarà amb un aire més fred. Aquestes diferències de temperatura entre el mar i la capa inferior de l'atmosfera serà una de les causes principals de les altes o baixes pressions que determinen el clima. El corrent influeix en el clima d'Europa d'una manera directa, perquè és una massa d'aigua calenta enmig de les aigües fredes d'aquesta zona, a més també ho afecta la interacció entre el corrent i el mar dels Sargassos, aquesta interacció pot pujar i baixar la temperatura del continent europeu, segons si el gradient de temperatura entre l'un i l'altre baixa o puja. Quan els vents freds que venen de l'oest de noruega flueixen sobre el corrent del golf s'escalfen i serveixen com un estabilitzador de la temperatura mundial.
El corrent del Golf canviarà amb l'escalfament global. Un increment de les temperatures i l'aportació d'aigua dolça des de les glaceres i la capa de gel podrien canviar la força del vent i reduir la circulació termohalina. Els models no són encara capaços de controlar totes les variables i ofereixen previsions dispars. Mentrestant, grups oceanogràfics de tot el món equipats amb boies, sensors i satèl·lits continuen recollint gran quantitat de dades per aclarir les relacions entre els corrents i el clima.